# Menotti Garibaldi
Domenico Menotti Garibaldi (Mostardas, 19 de setembro de 1840 — Roma, 22 de agosto de 1903) foi um militar e político italo-brasileiro, tendo sido um dos principais artífices da Unificação da Itália.

## Biografia
Filho mais velho de Giuseppe Garibaldi e Anita Garibaldi, foi o único dos filhos do casal que nasceu no rancho da Família Costa, localidade de São Simão, em Mostardas, na então República Rio-Grandense, pela qual seus pais lutavam. Os demais filhos, Rosa, Ricciotti e Teresa, nasceram no Uruguai nos anos seguintes.
O primeiro nome Domenico foi herdado do avô paterno e o segundo, Menotti, foi inspirado em Ciro Menotti, herói da Unificação Italiana e muito admirado por Giuseppe Garibaldi.
Quando Anita morreu na Itália em 1849, estava grávida do quinto filho. Menotti e Ricciotti desenvolveram carreiras militares na Itália depois de terem se engajado nas lutas chefiadas pelo pai, sendo um dos que integraram a Expedição dos Mil. Menotti recebeu várias condecorações militares e foi também agricultor, maçom e político, sendo eleito deputado por Velletri entre 1876 e 1900.
Casou-se com Italia Bidischini dall'Oglio, com quem teve seis filhos: Anita, Rosita, Gemma, Giuseppina, Giuseppe e novamente Giuseppe, este último recebendo o nome do irmão mais velho falecido com dois anos de idade.
Morreu de malária aos 62 anos e foi enterrado no mausoléu da família Garibaldi, no município de Aprília.